# Old Fashioned (cóctel)
El Old Fashioned (en inglés, /ˌəʊldˈfæʃənd/ «a la antigua», «pasado de moda») es un cóctel elaborado con azúcar, bíter, whisky (o, menos comúnmente, brandy), y adornando con un twist cítrico. Se sirve tradicionalmente en un vaso Old Fashioned, también conocido como vaso de rocas, el cual nombró al cóctel.
Desarrollado durante el siglo XIX, concretamente en los años 1880, es un cóctel oficial de la IBA. También es uno de los seis cócteles básicos del popular libro de coctelería The Fine Art of Mixing Drinks (1948) por David A. Embury, junto al Daiquirí, el Jack Rose, el Manhattan, el Martini y el Sidecar.

## Historia
La primera definición documentada de la palabra cocktail (literalmente, «cola de gallo») fue en respuesta a una carta del lector que pedía definir la palabra en la edición del 6 de mayo de 1806 de The Balance and Columbian Repository en Hudson, Nueva York. En el número del 13 de mayo de 1806, el editor del periódico escribió que era una mezcla potente de bebidas espirituosas, amargo (bíter), agua y azúcar; J. E. Alexander describe el «cóctel» de manera similar en 1833, ya que lo encontró en la ciudad de Nueva York, como ron, gin o brandy, agua, amargos y azúcar importantes, aunque también incluye nuez moscada como garnish.
En la década de 1860, era común agregar al cóctel el curaçao de naranja, absenta y otros licores. La bebida original, aunque en diferentes proporciones, volvió a estar de moda y se la denominó Old-Fashioned («anticuada»). De los varios cócteles Old-Fashioned que volvían a estar de moda, el cóctel más popular era el que se elaboraba whiskey, y según un barman de Chicago citado en el Chicago Daily Tribune en 1882, siendo el Rye whiskey (de centeno) más popular que Bourbon. La receta que este barman describió es una combinación de ingredientes muy similar a la que ya se servía 76 años antes.
La primera mención impresa sobre «cócteles Old Fashioned» fue en el Chicago Daily Tribune en febrero de 1880. Sin embargo, el Pendennis Club, un club de caballeros fundado en 1881 en Louisville, Kentucky, afirma que el cóctel Old Fashioned fue inventado allí. Se dice que la receta fue inventada por un bartender de ese club en honor al Coronel James E. Pepper, un destacado destilador de bourbon, quien la llevó al bar del hotel Waldorf-Astoria en Manhattan.
Con su concepción arraigada en la historia de la ciudad, en 2015, la ciudad de Louisville nombró al Old Fashioned como su cóctel oficial. Cada año, durante las primeras dos semanas de junio, en Louisville se celebra el evento Old Fashioned Fortnight («la quincena pasada de moda»), relacionado con el whisky de Bourbon, los cócteles y el Día Nacional del Bourbon, que se celebra anualmente cada 14 de junio.